# Grevillea crithmifolia
Espèce
Classification phylogénétique
Grevillea crithmifolia est une espèce de plantes de la famille des Proteaceae, endémique dans le sud-ouest de l'Australie-Occidentale en Australie.
C'est un buisson habituellement entre 0,6 et 2,5 mètres de hauteur et produisant des fleurs entre juin et septembre (du début de l'hiver au début du printemps) dans son aire de répartition. Les fleurs, roses en bouton, deviennent blanc crème en s'épanouissant.
L'espèce a été décrite dans la première fois formellement dans Supplementum primum prodromi florae Novae Hollandiae en 1830 par le botaniste Robert Brown, le type de spécimen avait été collecté dans la région de la rivière Swan.

## Galerie

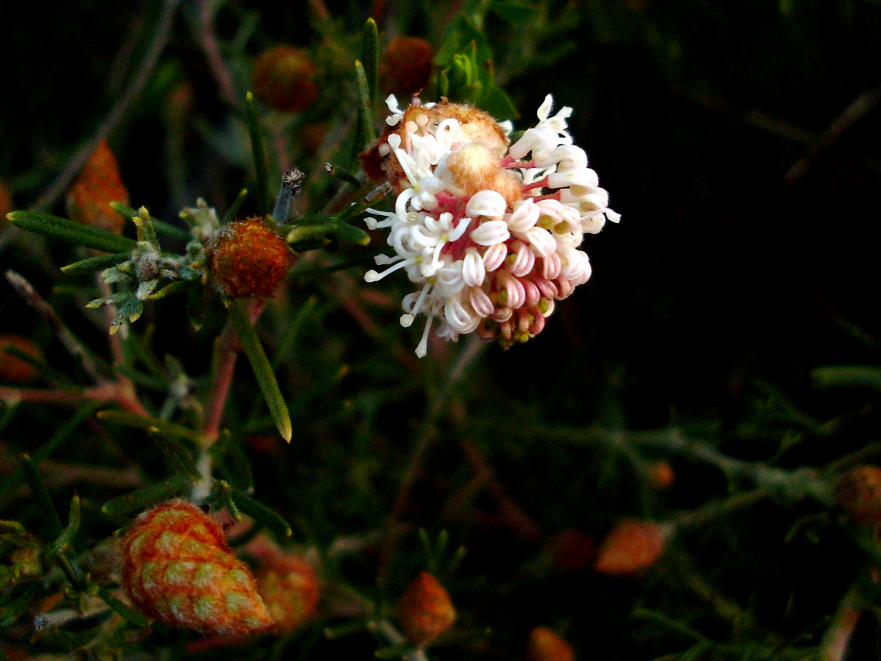

## Synonyme
- Grevillea sternbergiana Benth.